# Борщёв, Валерий Васильевич
Вале́рий Васи́льевич Борщёв (род. 1 декабря 1943, с. Черняное, Лысогорский район, Тамбовская область, РСФСР, СССР) — советский диссидент и российский политик, правозащитник и журналист. Член Московской Хельсинкской группы (с декабря 2018 года — исполняющий обязанности ее председателя, с 21 января 2019 года — ее сопредседатель).

## Биография
Валерий Борщёв родился 1 декабря 1943 года в селе Черняное Тамбовской области. Отец — военный инженер, мать — инженер-строитель. Трудовую деятельность начал в 1959 году дорожным рабочим, затем работал в областной газете «Комсомолец» в Ростове-на-Дону.
В 1966 году окончил факультет журналистики МГУ. Был приглашён в «Комсомольскую правду»: сначала работал в институте «Общественное мнение» Б. А. Грушина (подразделение «КП»), а когда он закрылся, перешёл в отдел комсомольской жизни и молодёжных проблем на должность корреспондента, затем — старшего корреспондента.
В 1973 году вступил в КПСС. Ушёл из газеты в знак протеста против осуждения редколлегией Александра Солженицына.
С 1974 года заведовал отделом публицистики журнала «Советский экран», являлся членом редакционной коллегии.
В 1976 году познакомился с Глебом Якуниным.
С 1977 года принимал активное участие в работе Христианского комитета защиты прав верующих, был участником ряда проводившихся христианских семинаров.
В 1978 году вышел из КПСС и уволился из редакции «Советского экрана».
В 1979—1980 годах постоянной работы не имел, работал по договору плотником, циклевщиком, маляром, пожарным в Театре на Таганке.
8 февраля 1980 года ушёл в подполье, поскольку ему грозило уголовное преследование за деятельность в Христианском комитете, все учредители которого к середине 1980 года были арестованы и находились под следствием. Весь 1980 год провёл на нелегальной квартире, работая переплётчиком в подпольном издательстве христианской литературы, которое возглавлял Виктор Бурдюг. В конце 1980 года, после того как закончился суд над Якуниным, Борщёв вышел из подполья. Он продолжал работать в типографии Бурдюга, передавал правозащитную информацию на Запад.
В ноябре 1982 года после встречи с редактором религиозной программы Би-Би-Си Борщёв был избит, а в феврале 1985 года КГБ вынесло ему официальное предупреждение, оценив его деятельность как антисоветскую пропаганду.
В 1981—1989 годах Борщёв работал корректором и редактором в издательстве «Медицина».
В 1989—1990 годах работал редактором журнала «Знание — сила».

## Политическая деятельность
С 1990 по 1993 годы — депутат Московского городского совета, председатель Комиссии по свободе совести, вероисповеданиям, милосердию и благотворительности.
C 1994 по 1999 годы — депутат Государственной думы РФ первого и второго созывов, член фракции «Яблоко». Был Заместителем Председателя Комитета Государственной Думы по делам общественных объединений и религиозных организаций, членом Комиссии Государственной Думы по проверке фактов нарушений прав подозреваемых и обвиняемых в совершении преступлений, содержащихся в следственных изоляторах и изоляторах временного содержания системы МВД России.
Председатель Постоянной палаты по правам человека Политического консультативного совета при Президенте Российской Федерации, член Политического консультативного совета при Президенте Российской Федерации.
Консультант Политического комитета Отдела организационного обеспечения работы руководящих и иных органов партии «Яблоко».
В марте 2014 года подписал обращение против политики российской власти в Крыму.
В сентябре 2014 г. подписал заявление с требованием «прекратить агрессивную авантюру: вывести с территории Украины российские войска и прекратить пропагандистскую, материальную и военную поддержку сепаратистам на Юго-Востоке Украины».
На выборах в Государственную думу Федерального Собрания РФ VII созыва (2016 год) баллотировался по 13 Ингушскому одномандатному избирательному округу, Республика Ингушетия.

## Общественная деятельность
- Председатель Антимилитаристской радикальной ассоциации
- Член Совета директоров Российского отделения Международной ассоциации религиозной свободы
- Член Совета по взаимодействию с религиозными объединениями при Президенте Российской Федерации (с 1996 по 2001 г.)
- Член Международного неправительственного трибунала по делу о преступлениях против человечности и военных преступлениях в Чеченской Республике
- Член Комиссии при Президенте Российской Федерации по военнопленным, интернированным и пропавшим без вести
- Член Национального комитета по проведению Года прав человека в Российской Федерации
- Член Московской Хельсинкской группы
- Член правозащитной инициативной группы «Общее действие»
- Член Совета Общероссийского правозащитного движения «За права человека»
- Лидер правозащитной фракции партии «Яблоко».
- Член Научно-консультативного совета при Генеральной прокуратуре РФ.
- Председатель секции правоохранительных органов Экспертного совета при Уполномоченном по правам человека РФ.
- Председатель ОНК по проверке тюрем и полиции двух созывов.
- Член Правозащитного Совета России.
- Председатель Постоянной палаты по правам человека Политического консультативного совета при Президенте РФ.

## Награды
- Медаль «Защитнику свободной России» (22 августа 2001)[6]
- Медаль Памяти 13 января (9 января 1992, Литва)[7]
- Благодарность Президента Российской Федерации (2002) — за активное участие в работе Комиссии по вопросам помилования при Президенте Российской Федерации[8]

## Критика
Валерий Борщёв в период работы председателем Комитета Госдумы по делам общественных объединений и религиозных организаций неоднократно обвинялся некоторыми общественными организациями в покровительстве сектам. В интервью Кестонской службы новостей Борщёв сказал по поводу назначения в качестве заместителя председателя Александра Чуева, что: 
Я защищал права адвентистов и пятидесятников, а он этого делать не будет

## Интервью
- Валерий Борщёв и Лев Шлосберг: «Уходим в подполье? Опыт морального сопротивления в СССР» / Люди мира// ГражданинЪ TV. 2 ноября 2022.
- Валерий Борщёв и Лев Шлосберг: «Непокорённые» / Люди мира// ГражданинЪ TV. 1 февраля 2023.